# Nacla San Maurizio
Nacla San Maurizio, già Nacla, (in sloveno Naklo, in tedesco Nacla) è un paese della Slovenia, frazione del comune di Divàccia.
La località si trova a 388 metri s.l.m., a 4,8 chilometri a sudest del capoluogo comunale ed a 13,2 chilometri dal confine italiano. Il paese è bagnato dal fiume Timavo superiore (Reka) e il torrente Sussiza (Sušica).
A sudest del paese, sulla strada che porta a Zaverco (Zavrhek), vi è la chiesa di San Maurizio (Sv. Mavricij).

## Storia
Durante il dominio asburgico fu comune autonomo della Contea di Gorizia e Gradisca e comprendeva anche gli attigui insediamenti (naselja) di Mattauno (Matavun) e di San Canziano della Grotta (Škocjan) dell'attuale comune di Divaccia.
Dopo la prima guerra mondiale, come tutta la Venezia Giulia, il comune venne annesso al Regno d'Italia ed assegnato alla provincia di Trieste.
Nel 1926 venne aggregato a Nacla San Maurizio il comune di Roditti.
Nel 1927 la sede comunale venne trasferita nella frazione di Divaccia, e conseguentemente il comune mutò la propria denominazione in Divaccia San Canziano.